# Schizoprymnus curvatus
Schizoprymnus curvatus är en stekelart som först beskrevs av Chou och Hsu 1996.  Schizoprymnus curvatus ingår i släktet Schizoprymnus och familjen bracksteklar. Inga underarter finns listade i Catalogue of Life.